# Shingon

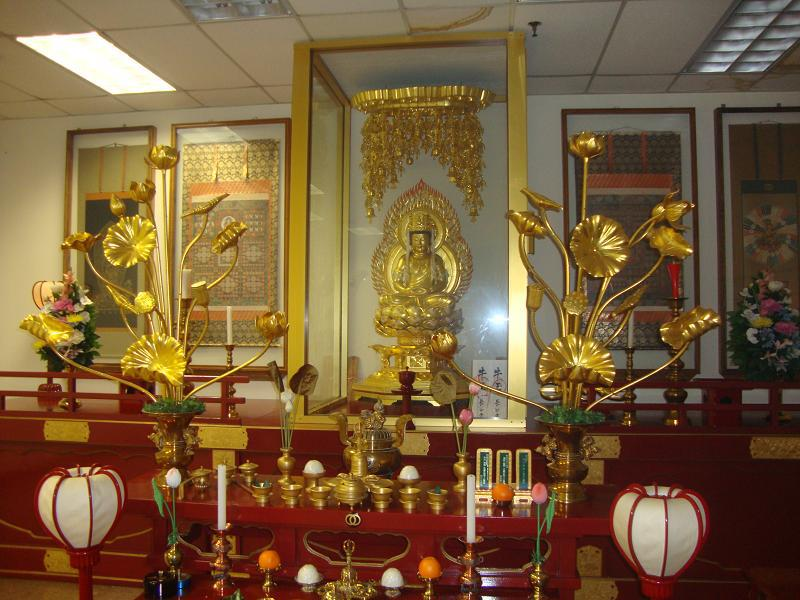
Un altar Shingon.

Shingon este o sectă budistă ezoterică , a budismului Mahayana și una dintre numeroasele școli majore ale budismului japonez. Numele de shingon vine din limba sanscrită și înseamnă cuvântul adevărului.

## Istorie
Ideile școlii Shingon au apărut în secolul al VIII-lea, în China, odată cu venirea călugărului indian Śubhakarasiṃha. După conceptul lui, toate ființele posedă natura lui Buddha. El mai considera că trebuie urmate mai multe etape succesive de practici ezoterice pentru a ajunge la iluminare. La fel ca și secta Tendai, secta Shingon este de origine tantrică. Practicile ceremoniilor tantrice, recunoșteau formule magice (mantra) și în același timp gesturi magice (mudra), cu scopul de a pătrunde în misterele vieții și ale morții. Cel mai important text al acestei secte este Mahāvairocana Sūtra, tradusă în limba chineză de către Śubhakarasiṃha în anul 716, anul sosirii sale în Chang'an. De asemenea, în China secta, ce se numea în chineză Zhēnyán, i-a mai avut ca reprezentanți pe Vajrabodhi, Amoghavajra și Huiguo.
În anul 806, călugărul japonez Kūkai (774-835), aduce această doctrină în Japonia unde întemeiază secta propriuzisă. În anul 810, Kūkai a întemeiat primul templu al sectei Shingon, templul Tō-ji din Kyoto, iar în anul 816 se instalează pe Muntele Koya, de lângă Osaka, unde înființează templul Kongōbu-ji , stabilind cartierul general al sectei. În această perioadă, secta Shingon are cele mai multe temple în raport cu alte secte budiste din Japonia.
Secta Shingon a exercitat o foarte mare influență, chiar și asupra curții imperiale unde exista un pavilion dedicat sectei. Secretul succesului consta în excepționala splendoare a serviciului divin al sectei și în magia și misterele practicate în timpul ceremoniilor. Multe ritualuri le regăsim și în secta Tendai.
Cu toate că Shingon avea un număr mare de adepți, iar influența sa rivaliza cu Tendai, ambele secte au suferit odată cu apariția sectelor budismului Jōdo și a altor școli budiste. În ziua de astăzi, Shingon rămâne o sectă foarte importantă în Japonia.